# قلعه کهنه نوک
بقایای قلعه کهنه نوک مربوط به سده‌های میانه دوران‌های تاریخی پس از اسلام است و در شهرستان اسفراین، بخش بام وصفی آباد، دهستان بام، ۴ کیلومتری جنوب روستای کوشکندر واقع شده و این اثر در تاریخ ۲۶ دی ۱۳۸۶ با شمارهٔ ثبت ۲۰۵۹۷ به‌عنوان یکی از آثار ملی ایران به ثبت رسیده است.